# Toto (album)
Toto je debitantski studijski album ameriške rock skupine Toto. Album je izšel leta 1978 in je vključeval tri single: »Hold the Line«, »I'll Supply the Love« in »Georgy Porgy«. Vsi singli so bili v ZDA uvrščeni na lestvico Top 50. »Hold the Line« je prebil šest tednov na ameriški lestvici Top 10, v Veliki Britaniji pa je dosegel 14. mesto na njihovi lestvici.

## Seznam skladb
Vse skladbe je napisal David Paich, razen, kjer je posebej označeno.
| Stran 1 | Stran 1                              | Stran 1 |
| Št.     | Naslov                               | Dolžina |
| ------- | ------------------------------------ | ------- |
| 1.      | „Child's Anthem‟                     | 2:46    |
| 2.      | „I'll Supply the Love‟               | 3:46    |
| 3.      | „Georgy Porgy‟                       | 4:09    |
| 4.      | „Manuela Run‟                        | 3:54    |
| 5.      | „You Are the Flower‟ (Bobby Kimball) | 4:11    |

| Stran 2 | Stran 2                          | Stran 2 |
| Št.     | Naslov                           | Dolžina |
| ------- | -------------------------------- | ------- |
| 1.      | „Girl Goodbye‟                   | 6:13    |
| 2.      | „Takin' It Back‟ (Steve Porcaro) | 3:47    |
| 3.      | „Rockmaker‟                      | 3:19    |
| 4.      | „Hold the Line‟                  | 3:56    |
| 5.      | „Angela‟                         | 4:45    |

## Singli
- »Hold the Line« / »Takin' It Back«
- »I'll Supply the Love« / »You Are the Flower«
- »Georgy Porgy« / »Child's Anthem«
- »Rockmaker« / »Child's Anthem« (izdano na Nizozemskem)

## Zasedba

### Toto
- Bobby Kimball – solo vokal, spremljevalni vokal
- Steve Lukather – kitare, solo vokal, spremljevalni vokal
- David Paich – klaviature, solo vokal, spremljevalni vokal
- Steve Porcaro – klaviature, solo vokal
- David Hungate – bas kitara
- Jeff Porcaro – bobni, tolkala

### Dodatni glasbeniki
- Lenny Castro – tolkala
- Jim Horn – saksofon, pihala
- Chuck Findley – rog
- Roger Linn – sintetizator
- Marty Paich – godalni aranžma
- Sid Sharp – godalni aranžma
- Cheryl Lynn – spremljevalni vokal pri »Georgy Porgy«